# Philippos I Philadelphos
Philip I Philadelphus (tiếng Hy Lạp: Φιλάδελφος ὁ Φίλιππος Α ', "Philip tình thương của người anh"), vị vua Hy Lạp hóa của vương quốc Seleukos. Ông là con trai thứ tư của Antiochus VIII Grypus. Ông lên ngôi năm 95 TCN, cùng với anh trai của ông (có thể là sinh đôi) Antiochus XI Epiphanes, sau khi con trai cả Seleukos VI Epiphanes đã bị giết bởi người anh em họ Antiochus X Eusebes. Ông đã thiết lập quyền lực của mình ở Antiochia khoảng năm 92 TCN và đã sống sót trước các cuộc tấn công từ em trai Demetrius III Eucaerus. Sự cai trị của ông kết thúc khi Tigranes chinh phục Syria hoặc trước đó. Ông đã biến mất khỏi lịch sử vào thời điểm này, nhưng sau đó tiền xu mang chân dung của ông được phát hành bởi chính quyền La Mã.